# Drosophila transversa
Drosophila transversa är en tvåvingeart som beskrevs av Carl Fredrik Fallén 1823. 
Drosophila transversa ingår i släktet Drosophila och familjen daggflugor. Artens utbredningsområde inkluderar bland annat  Hawaii och Sverige.

## Bilder

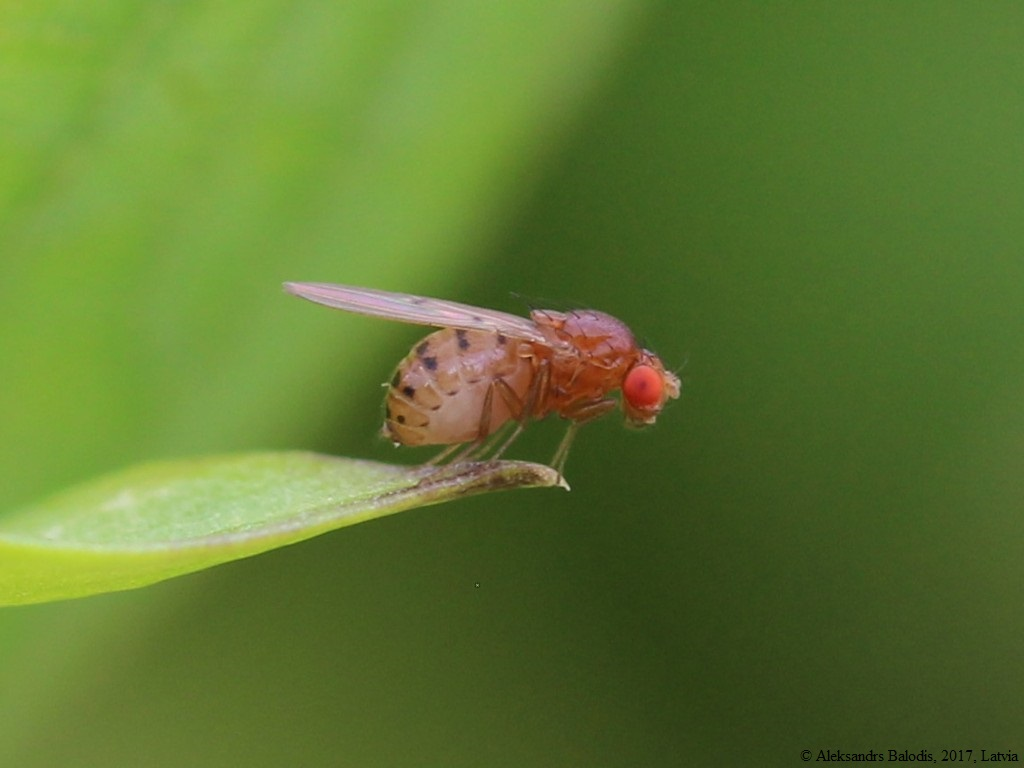
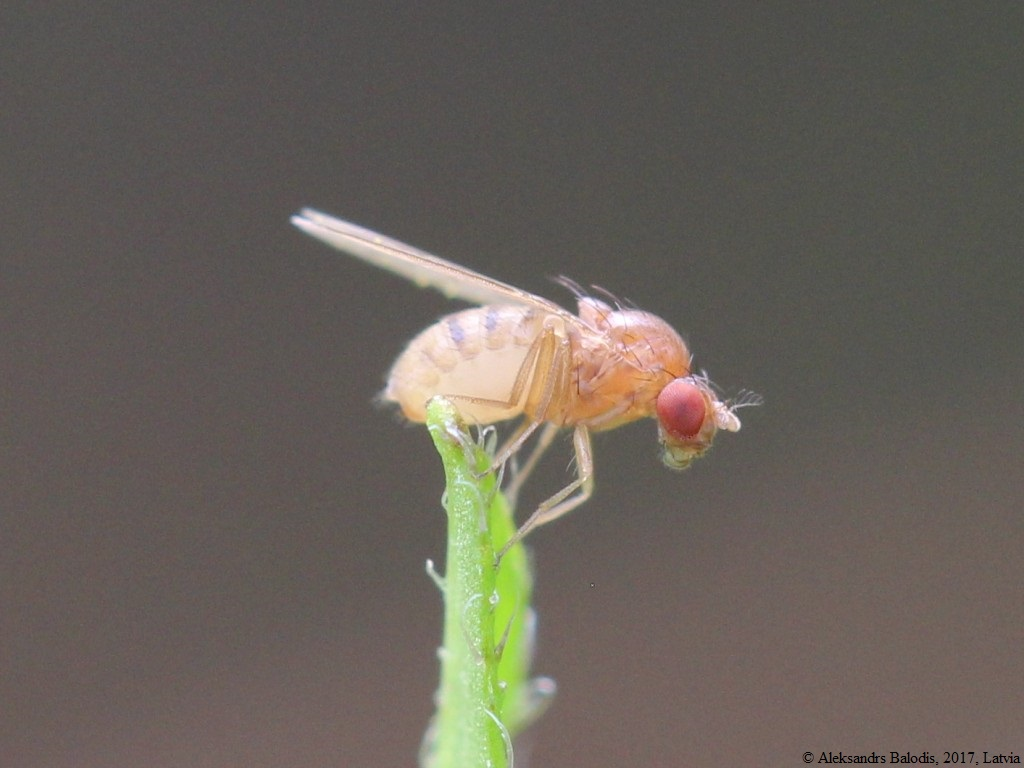